# Бодзув
Бодзув (пол. Bodzów, нім. Bösau, 1937-1945: Friedrichslager, 1945-1950: Biazów) — село в Польщі, у гміні Битом-Оджанський Новосольського повіту Любуського воєводства.
Населення — 193 особи (2011).
У 1975-1998 роках село належало до Зеленогурського воєводства.

## Демографія
Демографічна структура станом на 31 березня 2011 року:
|          | Загалом | Допрацездатний вік | Працездатний вік | Постпрацездатний вік |
| -------- | ------- | ------------------ | ---------------- | -------------------- |
| Чоловіки | 98      | 25                 | 66               | 7                    |
| Жінки    | 95      | 26                 | 53               | 16                   |
| Разом    | 193     | 51                 | 119              | 23                   |